# 迈克耳孙测星干涉仪

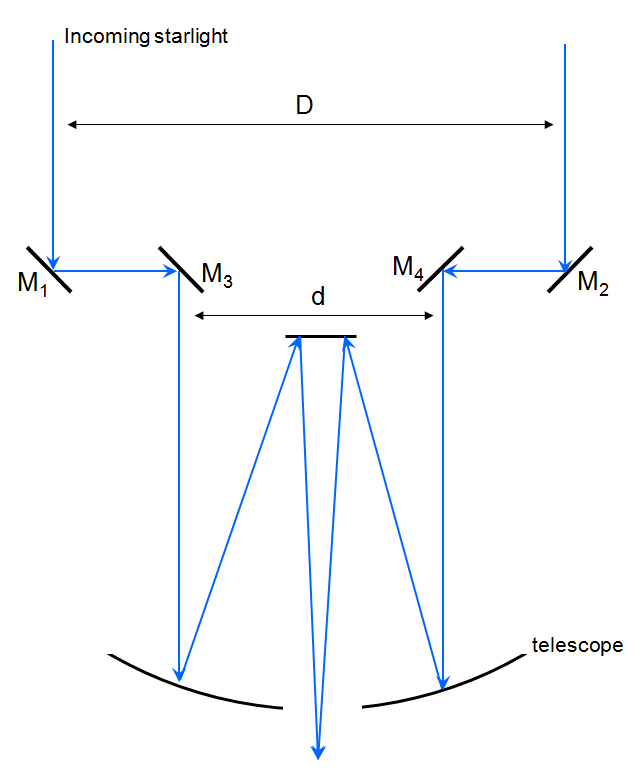
迈克耳孙测星干涉仪的基本光路图

迈克耳孙测星干涉仪（Michelson stellar interferometer）是最早被提出并建造的天文干涉仪之一，它的概念首先由美国物理学家阿尔伯特·迈克耳孙和法国物理学家阿曼德·斐索在1890年提出，而迈克耳孙和美国天文学家弗朗西斯·皮斯於1920年在威尔逊山天文台使用它首次测量了恒星的角直径。
在此之前，恒星尺寸（角直径）的测量是天文学上的一大难题，这是由于传统光学天文望远镜的角分辨率受到物镜口径的限制，即使是人类能制造的最大的天文望远镜，其角分辨率也大约只有10-2弧度秒的量级，无法达到测量普通恒星所需的分辨率。迈克耳孙测星干涉仪利用干涉条纹的可见度随扩展光源的线度增加而下降的原理，将恒星看作一个平面非相干光源，从而可以很巧妙地测量恒星的角直径。
最初设计的迈克耳孙测星干涉仪的长度约为6米，架设在口径为2.5米的胡克望远镜之上。其中两面平面镜M1、M2的最大间距为6.1米，并且是可调的；而平面镜M3、M4的位置是固定的，等於1.14米。当有星光入射到干涉仪上时，两组平面镜所构成的光路是等光程的，从而会形成等间距的干涉直条纹，而条纹间距为

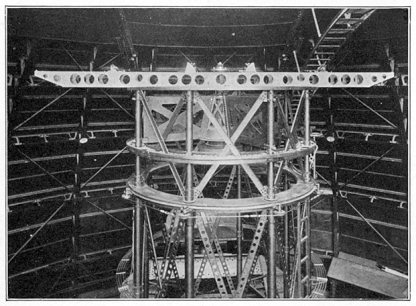
架设在胡克望远镜上的迈克耳孙测星干涉仪，现保存於美国自然历史博物馆

{\displaystyle \Delta x={\frac {\lambda f}{d}}\,}
这里{\displaystyle f\,}是望远镜的焦距，{\displaystyle d\,}是平面镜M3和M4之间的距离。而平面镜M1和M2之间的距离相当於扩展光源的线度，当M1和M2靠得很近时干涉条纹的衬比度接近於1，随着两者间距增加衬比度会逐渐下降为零。如果认为恒星是一个角直径为{\displaystyle 2\alpha \,}，光强均匀分布的圆形光源，其可见度由下面公式给出
{\displaystyle {\mathcal {V}}={\frac {2J_{1}(u)}{u}}\,}，
其中{\displaystyle u=2\pi \alpha D/\lambda \,}，{\displaystyle J_{1}(u)\,}是贝塞尔函数。随着逐渐增加平面镜M1和M2之间的距离{\displaystyle D\,}，当满足下面关系时，衬比度首次降为零：
{\displaystyle D=1.22{\frac {\lambda }{2\alpha }}\,}
迈克耳孙测星干涉仪首次成功测量的恒星是参宿四，测得其角直径为0.047弧度秒，根据它到太阳的距离（约600光年）就可得到它的直径约为4.1×108千米，是太阳直径的300倍。事实上，这一台迈克耳孙测星干涉仪所能测量的都是直径在太阳直径数百倍的巨星，因为测量体积更小的恒星要求更大的M1和M2之间的距离，架设一台如此庞大的干涉仪对当时的技术而言相当困难。